# Central (ligne verte du métro de Chicago)
Pour les articles homonymes, voir Central.
Ne doit pas être confondu avec Central (ligne mauve du métro de Chicago).
Central est une station de la ligne verte du métro de Chicago.

## Description
La première station centrale a été construite par la Lake Street Elevated dans le cadre de l’extension de la Lake Branch en 1899 vers l’ouest à Oak Park sur Cicero Avenue dans la banlieue de Chicago. 
Composée d'un quai central, elle se trouvait à la surface du sol avant d’être reconstruite sur un remblai en 1962 permettant de couper les voies de la circulation routière et le transit des passagers sous les quais par une trémie souterraine étroite comprenant également la salle des guichets.  
Lors de la réhabilitation de la ligne verte en 1994, Central fut repeinte sans modifier profondément sa structure, on y installa simplement des voies de passages en pente douce vers les quais afin de la rendre accessible aux personnes à mobilité réduite. 
796 493 passagers y ont transité en 2008.

## Les correspondances avec lebus
- #85 Central

## Dessertes
| Nord/Ouest              |  |             |  | Sud/Est                                   |
| ----------------------- |  | ----------- |  | ----------------------------------------- |
| Austin vers Harlem/Lake |  | ligne verte |  | Laramie vers Ashland/63rd / Cottage Grove |
| modifier sur Wikidata   |  |             |  |                                           |